# Angol labdarúgó-bajnokság (első osztály, 1892–1992)
A Football League First Division volt az angol labdarúgás legmagasabb osztálya 1892 és 1992 között. Utódja a Premier League, aminek létrehozása után a First Division a másodosztály lett, míg 2004-ben nevét Championshipre változtatták.

## Története
A The Football League-et 1888-ban alapította az Aston Villa FC elnöke, William McGregor. Ekkor a szervezet még csak egy osztályból állt, melynek 12 csapat képezte részét. Ezek az Accrington, az Aston Villa, a Blackburn, a Bolton, a Burnley, a Derby, az Everton a Notts County, a Preston, a Stoke (ma Stoke City FC, a West Bromwich és a Wolverhampton voltak. Amikor a bajnokság 1892-ben egyesült a Football Alliance nevű szervezet bajnokságával, a bajnokság már 2 osztályra oszlott: a Football Alliance két legjobb csapata került a Football League-be, a beolvadó szervezet bajnoksága pedig a másodosztály lett (Football League Second Division).
A következő 100 évben a Football League First Division volt az angol labdarúgás legmagasabb osztálya. 1992-ben a liga 22 csapata új bajnokságot alapított, és megszületett a Premier League. A Football League ekkor éppen újraszerveződött, a First Division pedig, ugyanazzal a névvel, mint korábban első osztályú státusza idején, a másodosztály lett. A First Division a 2004–2005-ös szezon előtt szűnt meg véglegesen, ekkor a bajnokság a jelenleg is futó Football League Championship.

## A bajnokságban csak egy szezont eltöltő csapatok
Első osztályú mivoltában a következő csapatok töltöttek el csak egy szezont a bajnokságban: Carlisle United, Darwen, Glossop North End Leyton Orient, Northampton Town,

## A bajnokság mérete
A bajnokságban eredetileg 12 csapat vett részt, ez később többször változott. Az első osztályban maximális részt vevő csapatok száma 22 volt, majd 1992 és 2004 között másodosztályként 24.
| Részt vevő csapatok száma | -tól | -ig  |
| ------------------------- | ---- | ---- |
| 12                        | 1888 | 1891 |
| 14                        | 1891 | 1892 |
| 16                        | 1892 | 1898 |
| 18                        | 1898 | 1905 |
| 20                        | 1905 | 1915 |
| 22                        | 1919 | 1987 |
| 21                        | 1987 | 1988 |
| 20                        | 1988 | 1991 |
| 22                        | 1991 | 1992 |

## Bajnokcsapatok
A Football League First Division legelső bajnokságát a Sunderland AFC nyerte. A legsikeresebb csapat a Liverpool FC volt, amely mind a 18 bajnoki címét ekkor szerezte, ugyanis az 1989-90-es szezon óta nem sikerült az első helyen végezniük.